# Ryński Młyn

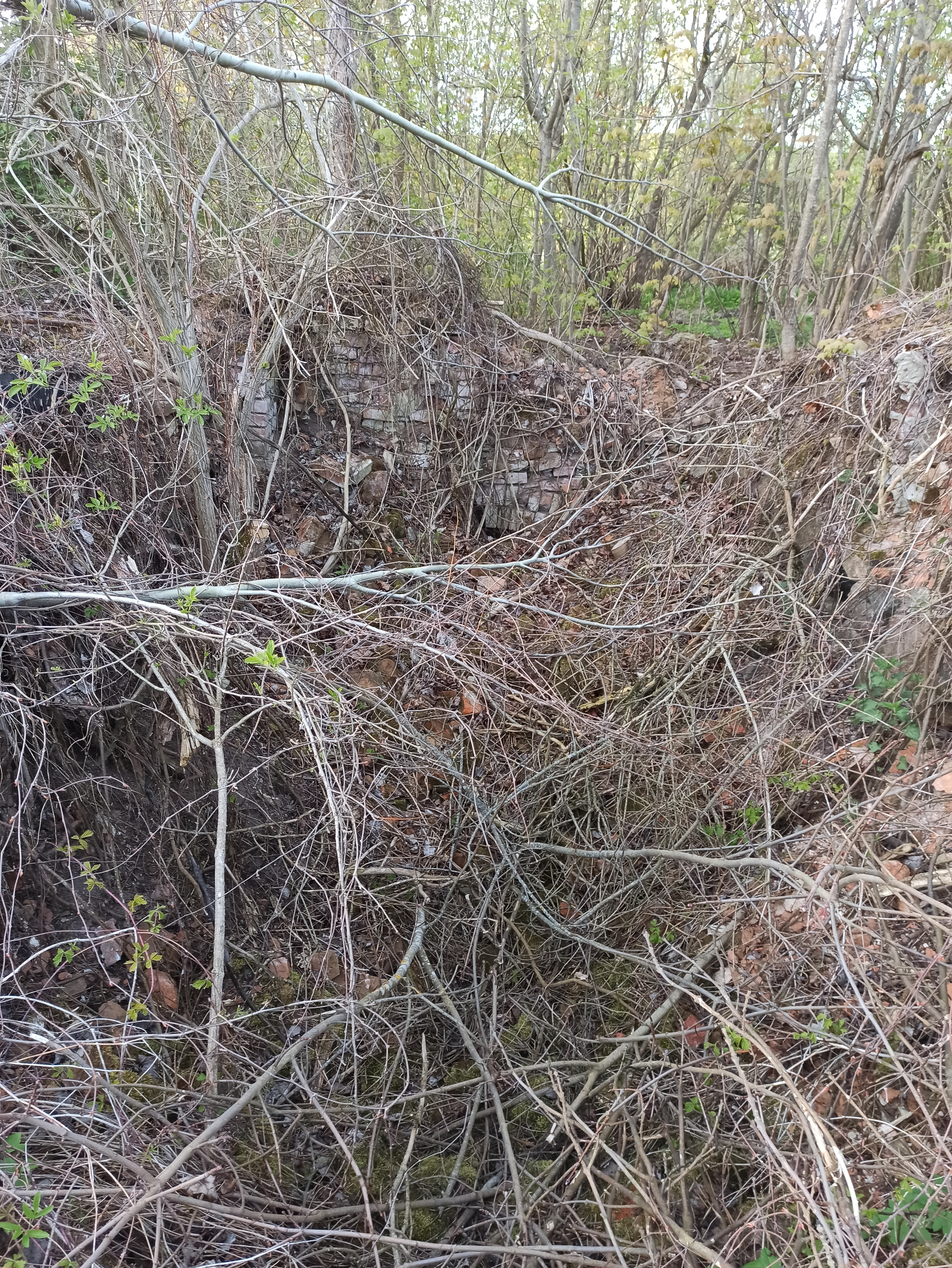
Pozostałość piwnicy

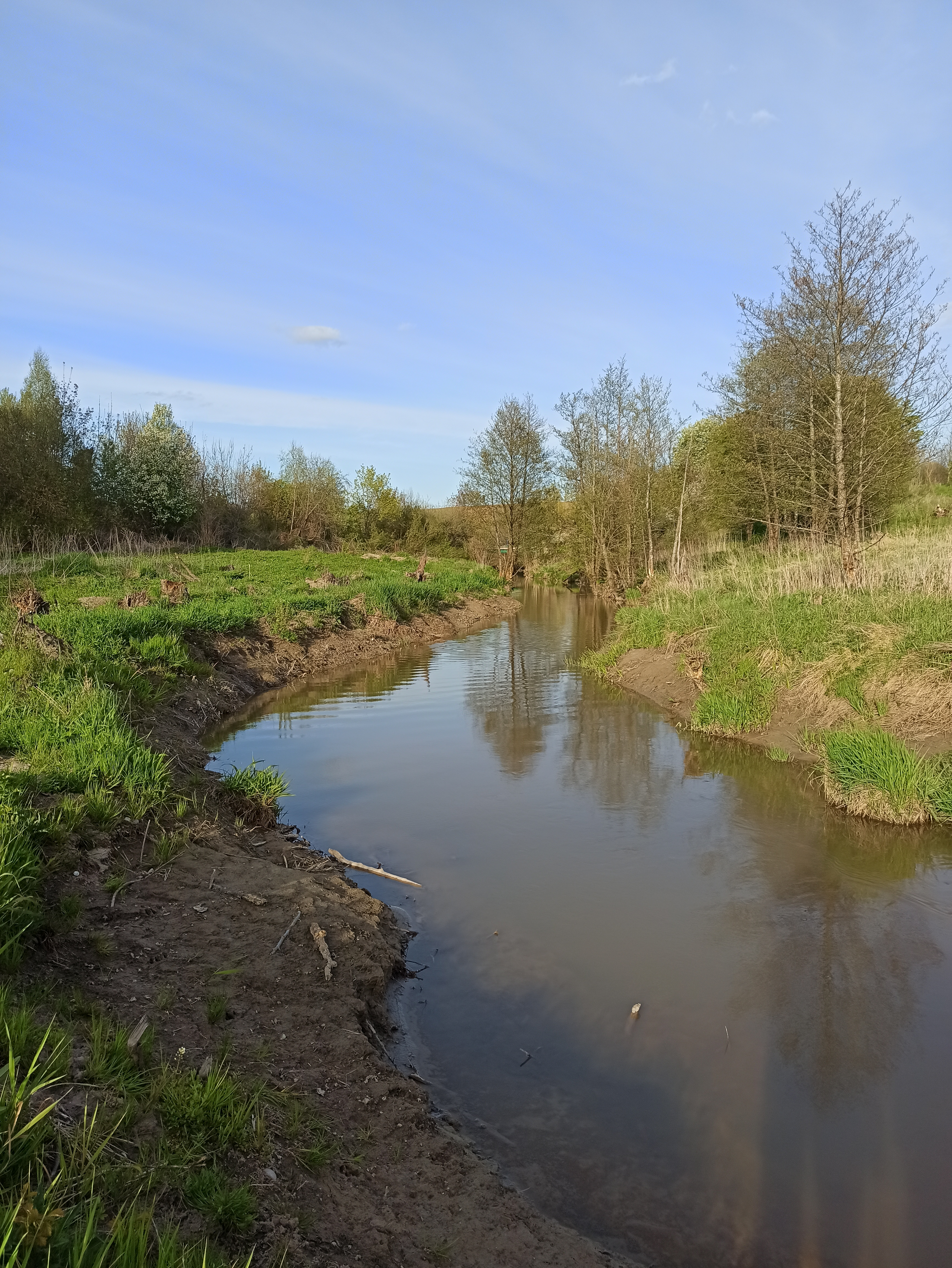
rzeka w Ryńskim Młynie

Ryński Młyn (niem. Rheinmühle) – uroczysko, opuszczona wieś w Polsce położona w województwie warmińsko-mazurskim, w powiecie olsztyńskim, w gminie Kolno. Wieś znajdowała się nieopodal Sątop i została opuszczona po II wojnie światowej.

## Historia
9 lipca 1874 przez pruskie władze wprowadzone zostało rozporządzenie, na skutek którego został wprowadzony nowy podział administracyjny Prus. Utworzono okręg urzędowy Sątopy nr. 15 (niem. Amtsbezirk Santoppen nr. 15), w którego skład wchodziła miejscowość. W 1785 w miejscowości znajdował się młyn, a miejscowość składała się z jednego domostwa. W 1820 w miejscowości znajdowały się już trzy domostwa.
Miejscowość od roku 1785 nosiła nazwę Reismühl, która w 1912 została zastąpiona nazwą Rheinmühle.
Po II wojnie światowej wieś znalazła się w granicach Polski, a jej niemiecka nazwa została zastąpiona polską. Miejscowość aktualnie jest opuszczona i nie znajdują się w niej żadne zabudowania. Po miejscowości ostała się tylko mała kapliczka typowa dla Warmii, most oraz pozostałości piwnic.
| 1820 | 1885 | 1905 |
| ---- | ---- | ---- |
| 17   | 20   | 21   |